# Желтобрюхая белоглазка
Желтобрюхая белоглазка (лат. Zosterops poliogastrus) — вид воробьиных птиц из семейства белоглазковых (Zosteropidae).
Распространена в северо-восточной и восточной Африке. Естественной средой обитания желтобрюхой белоглазки  являются субтропические или тропические влажные горные леса, субтропические или тропические высокогорные кустарники. Также заселила сельские сады и плантации. 
МСОП присвоил таксону охранный статус «Виды, вызывающие наименьшие опасения» (LC).

## Классификация
С 2013 года были проведены молекулярно-генетические исследования, в результате которых 2 подвида желтобрюхой белоглазки признаны отдельными видами: Zosterops mbuluensis и Zosterops silvanus.
Позднее ещё два подвида были выделены в отдельный вид:
- Zosterops kaffensis kulalensis J. G. Williams, 1948 — гора Кулал (север Кении)
- Zosterops kaffensis kaffensis Neumann, 1902 — запад и юго-запад Эфиопии.

Международный союз  орнитологов подвидов не выделяет.